# 馬龍尼禮天主教賽達教區
馬龍尼禮天主教賽達教區（拉丁語：Dioecesis Sidoniensis Maronitarum）是黎巴嫩一個東儀天主教教區（馬龍尼禮），直屬聖座。
賽達就是聖經時代的漆冬，馬龍尼禮教會1736年設立泰爾暨賽頓教區，20世紀初分開。2010年有六十七名司鐸、106個堂區、150,000名教友。現任教區主教為厄里亞‧納賽爾。